# Palamocladium leskeoides
Palamocladium leskeoides là một loài Rêu trong họ Brachytheciaceae. Loài này được (Hook.) E. Britton mô tả khoa học đầu tiên năm 1914.